# St. Johannis (Lüchow)

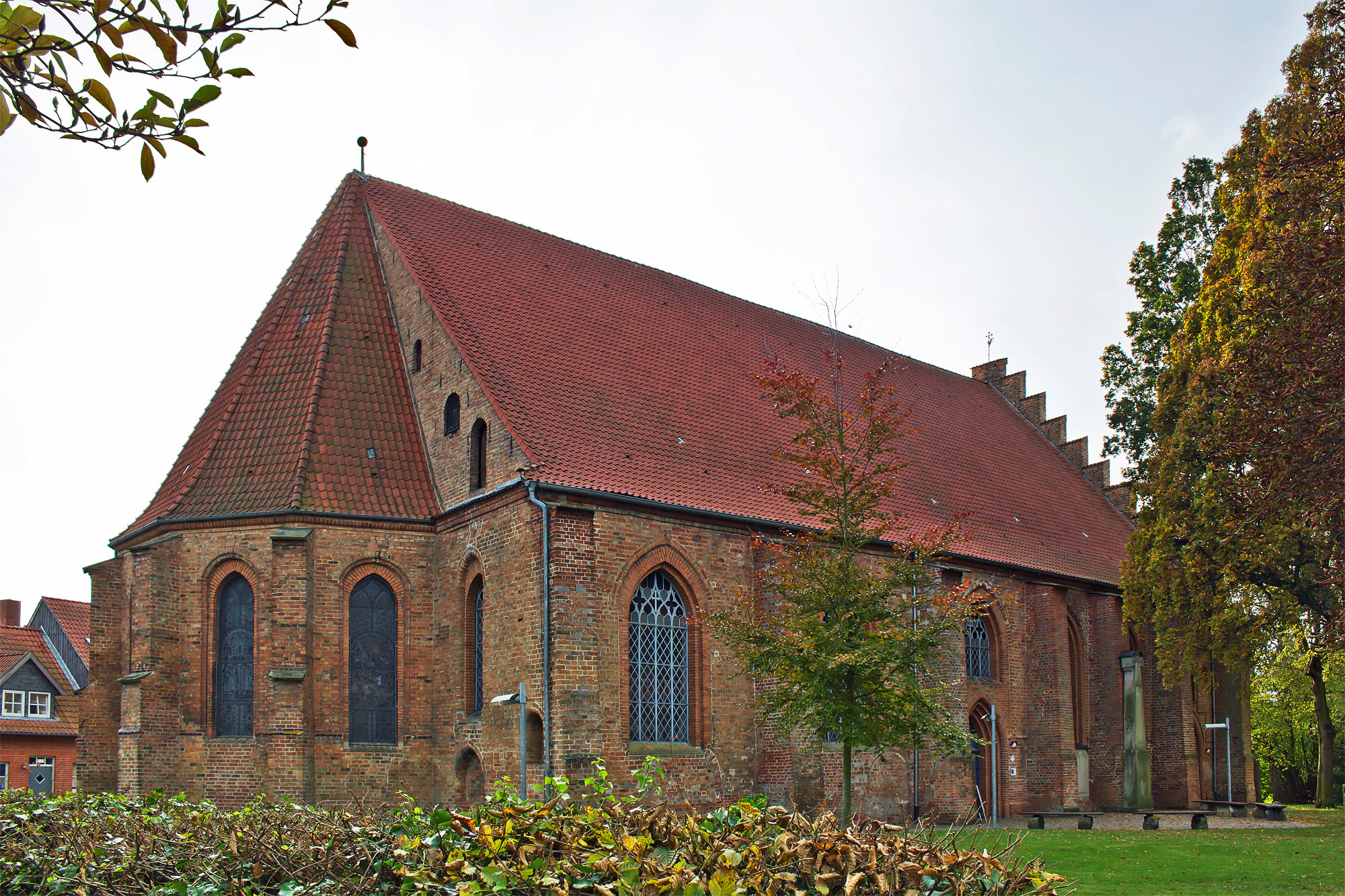
St. Johannis (Lüchow)

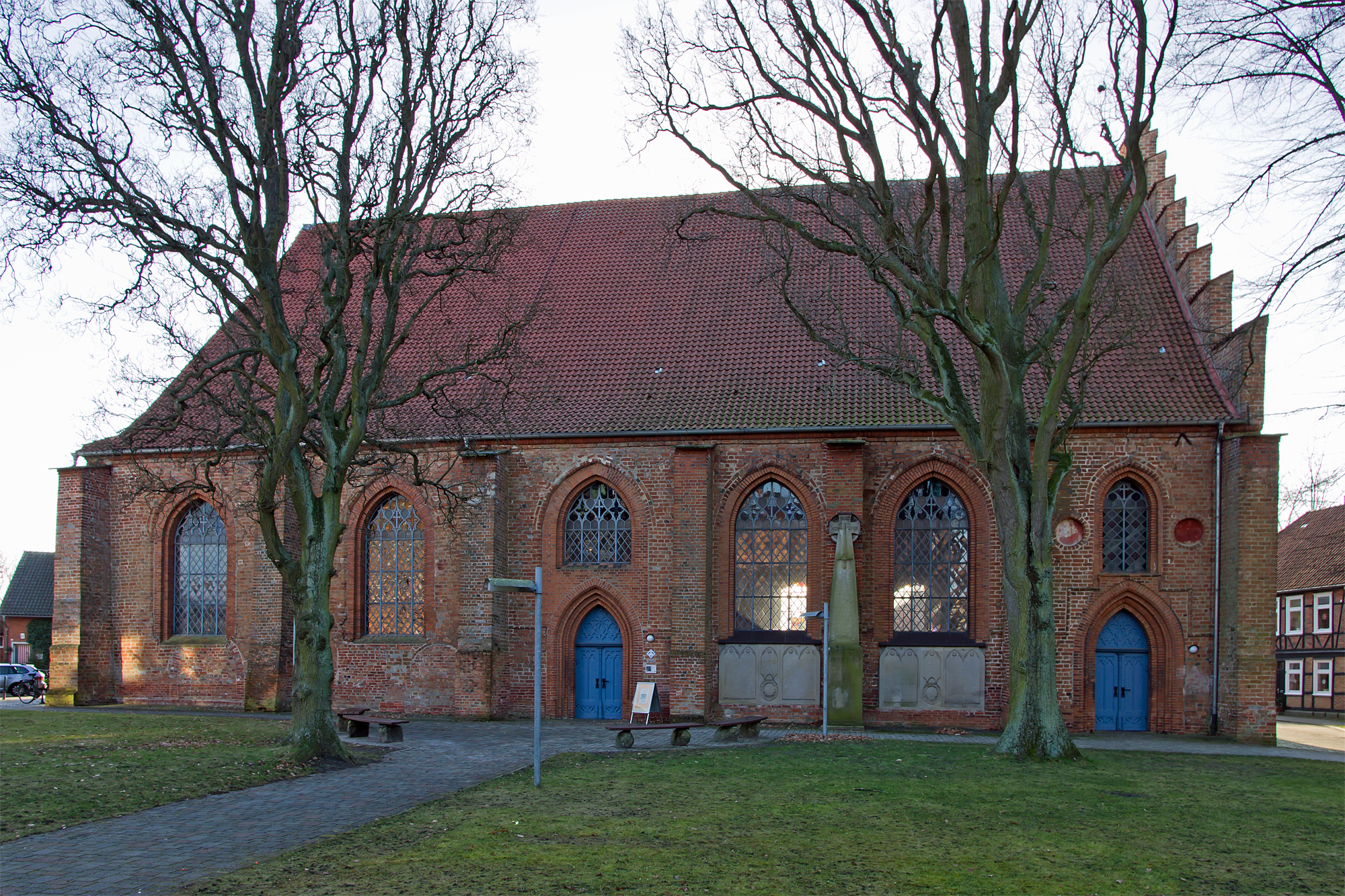
Nordseite

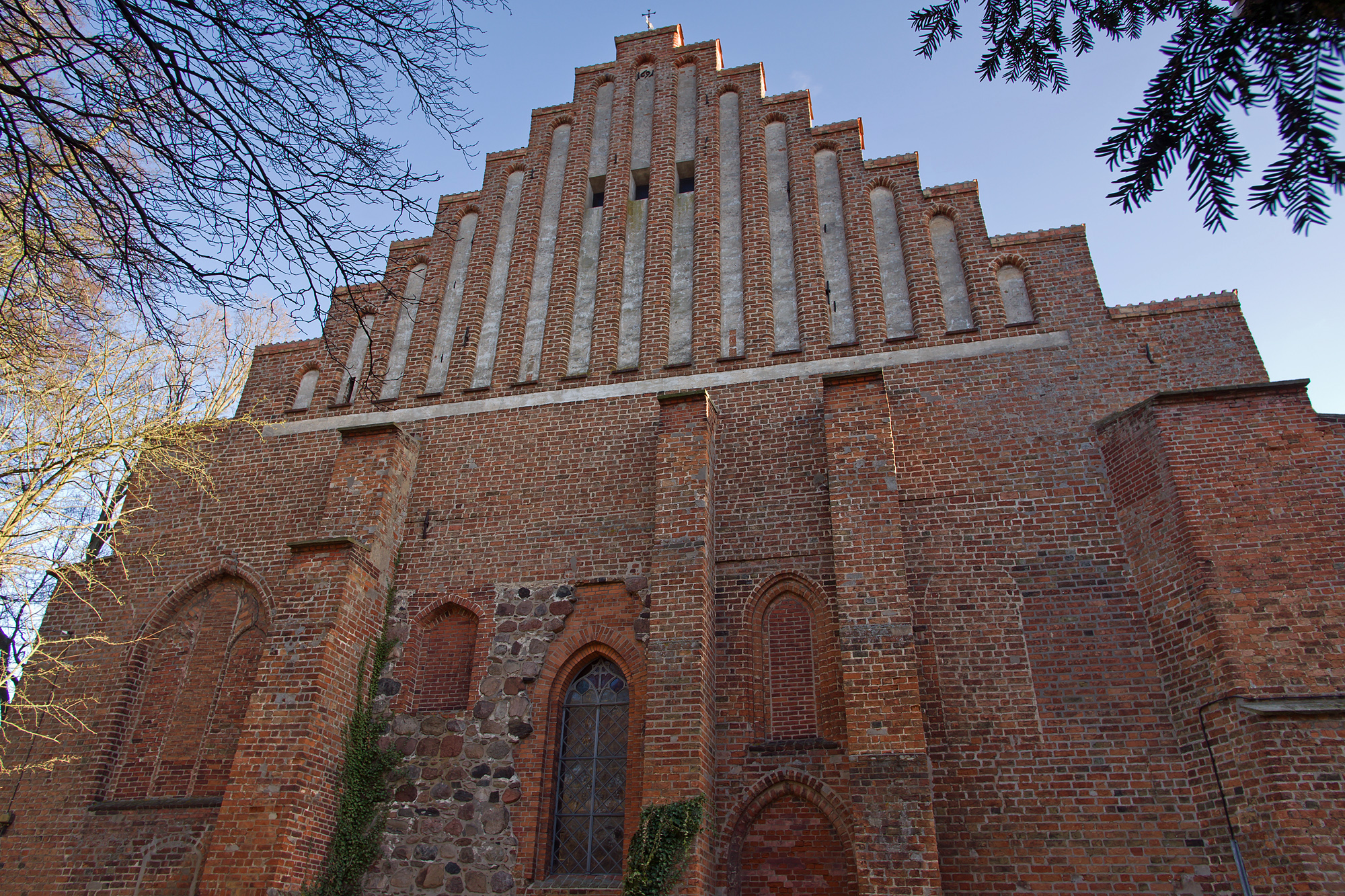
Westseite

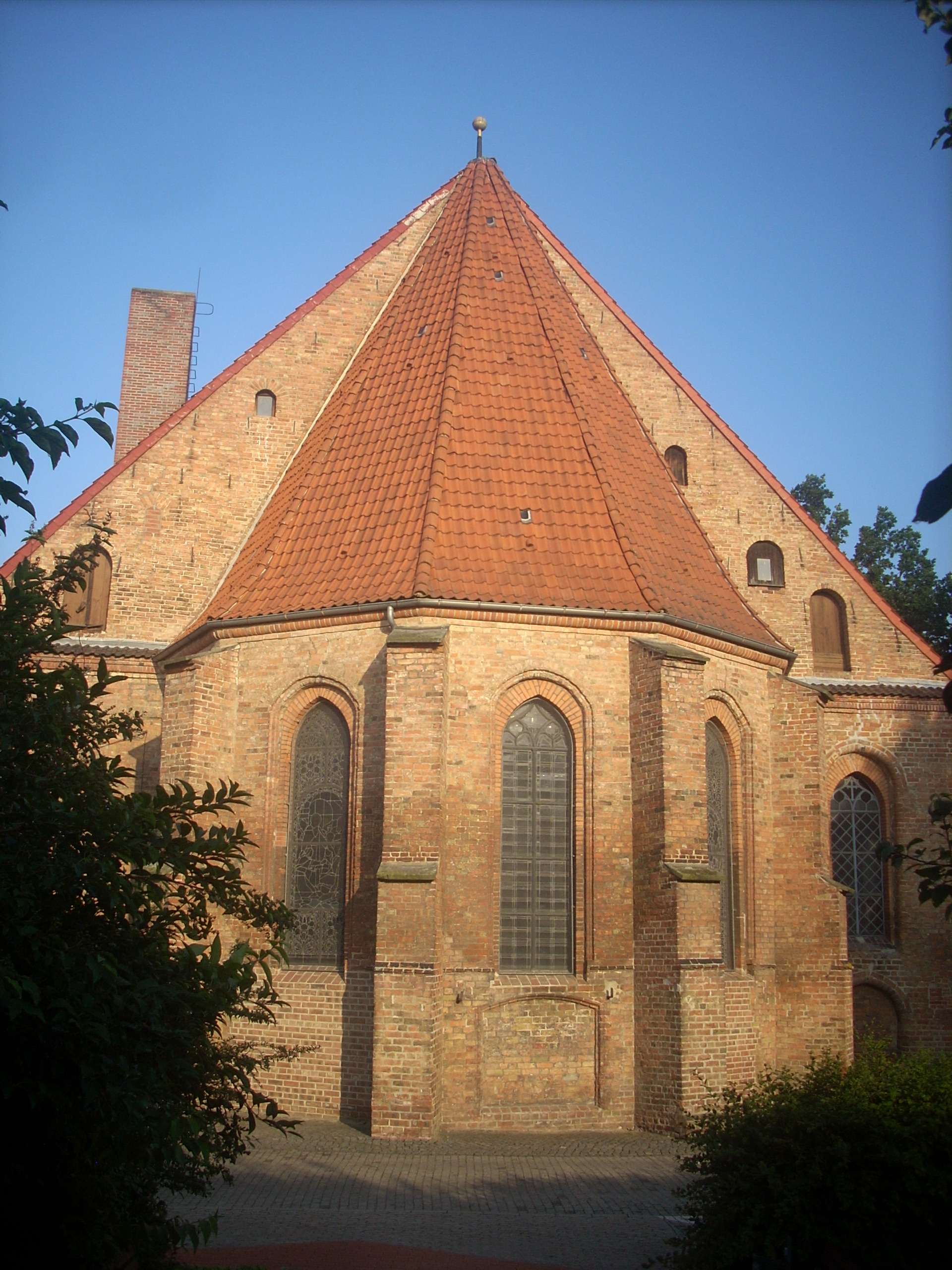
Choransicht

Die evangelische Kirche St. Johannis (auch St. Johannes) ist eine gotische Backsteinkirche in Lüchow im Landkreis Lüchow-Dannenberg in Niedersachsen. Sie gehört zur Kirchengemeinde St. Johannis Lüchow im Kirchenkreis Lüchow-Dannenberg der Evangelisch-lutherischen Landeskirche Hannovers.

## Geschichte und Architektur
Das genaue Gründungsdatum der Kirche ist nicht zu ermitteln, da durch Brand- und Kriegseinwirkung Urkunden aus dem Mittelalter nicht überliefert sind, allerdings existiert eine urkundliche Erwähnung eines Propstes im Jahr 1298, welche als älteste nachweisliche Erwähnung der Kirchengemeinde St. Johannes gilt. Im Jahr 1616 erfolgte eine Renovierung des Turms auf dem Dach der St.-Johannis-Kirche. Zudem fand man 1655 eine erste bildliche Darstellung der Kirche, welche im Merian gezeigt wurde. Feldsteinfundamente, welche bei Grabungen im Jahr 1962 gefunden wurden, lassen auf die Existenz eines Vorgängerbaus schließen. Das heutige Bauwerk wurde wohl zu Beginn des 16. Jahrhunderts erbaut. Im Jahr 1691 fand eine eingreifende Wiederherstellung des Bauwerks statt. Im Jahr 1866 wurde eine neugotische Umgestaltung der Kirche durch Conrad Wilhelm Hase vorgenommen. Nach einem Brand am 27. März 1967 musste das Innere renoviert werden. In den Jahren 1991–1993 wurde eine erneute Umgestaltung durch den Architekten Dieter Langemaack vorgenommen.
Die Kirche ist eine stattliche, ungewölbte, gotische Kirche aus Backstein. Die Westseite ist durch einen mächtigen Treppengiebel mit Putzblenden hervorgehoben. An das vierjochige Langhaus mit Seitenschiffen schließt sich ein Chor mit fünfseitigem Schluss an. Ein etwa 100 m nördlich der Kirche gelegener, ehemaliger Torturm dient heute als Glockenturm. Spitzbogige Fenster mit später hinzugefügtem Maßwerk und erneuertem Gewände erhellen das Innere. Das Mittelschiff ist durch ein hölzernes Tonnengewölbe, die Seitenschiffe sind durch Flachdecken abgeschlossen. Kämpferlose Spitzbogenarkaden trennen die Seitenschiffe vom Mittelschiff. Die abgetrennten, als Sakristei verwendeten Seitenschiffe des Chores öffnen sich im oberen Geschoss als Emporen zum Mittelschiff.

## Ausstattung
Die Ausstattung, wie Altar, Kanzel, die untere Westempore und das Emporengestühl, stammt zum größten Teil von der Umgestaltung im Jahr 1866. Das ikonographische Programm des Altars ist auf das Abendmahl und den Opfertod Christi bezogen. Im Zentrum steht das Lamm Gottes, das von vier Gestalten aus dem Alten Testament umgeben ist: Aaron, Abel, Melchisedek, Isaak. Ein Kruzifix in einer Mandorla bekrönt den Altaraufbau. Das älteste Stück ist eine gotische, von drei Figuren getragene Fünte, die unter einer niederdeutschen Inschrift auf das Jahr 1417 datiert ist. Glasmalereien aus der Zeit zwischen 1898 und 1939 sind in den östlichen Chorfenstern eingesetzt, das mittlere wurde 1967 ersetzt. Zwei ältere Kronleuchter aus der Zeit um 1500 und um 1600 sind im Mittelschiff erhalten.

## Orgel

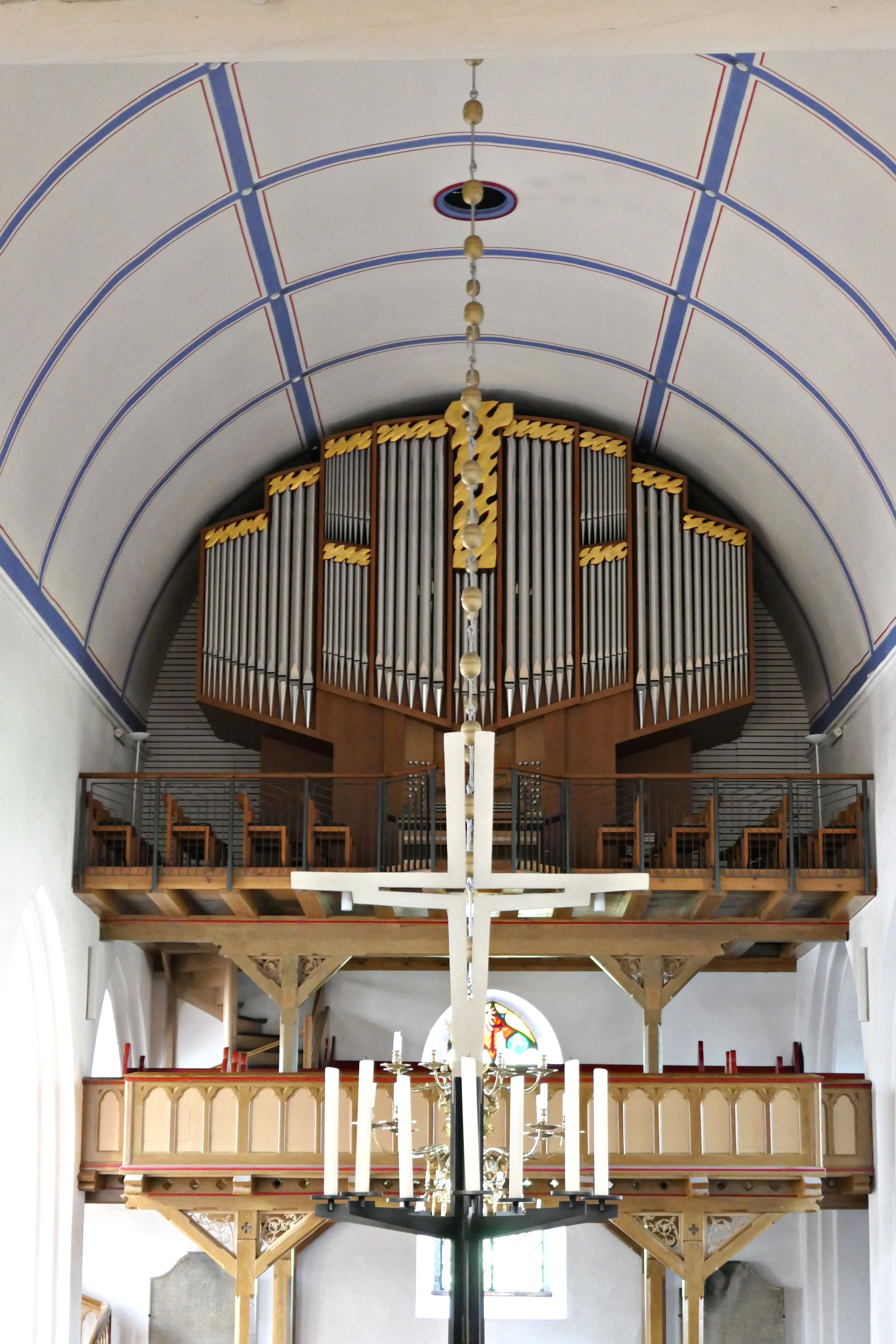
Innenansicht nach Westen mit Orgel

### Geschichte
Die Eule-Orgel wurde am 3. Dezember 2006 eingeweiht und befand sich seit 1999 mit dem damaligen Grundsatzbeschluss des Kirchenvorstands in Planung und Bau. Im Jahr 2001 wurden bereits die ersten Rahmenpläne mit den Dispositionen sowie ein Orgelkonzept erstellt. Zudem wurde auch ein Orgelausschuss gegründet. Auch wurden in diesem Jahr verschiedene Kostenangebote von ausgewählten Orgelbauwerkstätten eingeholt. Im folgenden Jahr wurden Reisen zu ausgewählten Orgeln der Orgelbauwerkstätten, welche in die engere Wahl fielen, durchgeführt und die Orgeln jeweils einer klanglichen und technischen Prüfung unterzogen. Infolgedessen empfahl der Orgelausschuss im Jahr 2003 dem Kirchenvorstand, die Firma Eule Orgelbau mit dem Bau der neuen Orgel zu beauftragen. Im Rahmen eines Gemeindefestes am 14. September wurde das Orgelmodell von Karl Imfeld präsentiert. Daraufhin fasste der Kirchenvorstand einen Beschluss über den Finanzierungsrahmen des Orgelbaus. Im nächsten Jahr 2004 stimmt der Kirchenvorstand dem Abschluss des Orgelbauvertrages mit der Firma Hermann Eule über den Bau der neuen Orgel zu. Im Nachhinein wurde auch der Orgelbauvertrag kirchenaufsichtlich genehmigt. Im Mai 2004 erhielten alle Gemeindemitglieder der St.-Johannis-Kirche einen Brief, in dem sie über den Stand des Orgelprojekts informiert und um Unterstützung durch einen freiwilligen Kirchenbeitrag gebeten wurden. Im weiteren Verlauf des Jahres 2005 wurden die Orgelklänge sowie einzelne Klangfarben der Register abgehört und für die Lüchower Orgel festgelegt, ferner wurden mit den Klangeigenschaften zusammenhängend auch die Pfeifenmaterialien und die Bauweisen genau bestimmt. Im November waren bereits, im Rahmen eines Werkstatttermins bei der Firma Eule in Bautzen, viele Teile der neuen Orgel im Bau zu sehen: Register aus Metall und Holz, die Windladen und Teile des Spieltisches. Im Juni 2006 wurde dann die Orgel geliefert und bis Mitte August auf der Empore aufgebaut. Am 14. August begannen die Intonationsarbeiten. Bereits im September wurden die 77 Orgelprospekt-Pfeifen zum ersten Mal zum Klingen gebracht. Am 3. Dezember 2006 am 1. Advent fand eine Einweihung der neuen Orgel unter großer Beteiligung der Gemeinde und vieler auswärtiger Gäste statt.

### Disposition
Die Disposition der Orgel lautet wie folgt:
| I Hauptwerk C–g3 |       |
| Quintadena       | 16′   |
| Principal        | 8′    |
| Viola da Gamba   | 8′    |
| Rohrflöte        | 8′    |
| Octave           | 4′    |
| Gemshorn         | 4′    |
| Quinte           | 2 ⁄3′ |
| Superoctave      | 2′    |
| Sesquialtera III | 4′    |
| Mixtur IV        | 1 ⁄3′ |
| Trompete         | 8′    |

| II Positiv C–g3 |       |
| Principal       | 8′    |
| Bordun          | 8′    |
| Quintadena      | 8′    |
| Octave          | 4′    |
| Spitzflöte      | 4′    |
| Nassatquinte    | 2 ⁄3' |
| Superoctave     | 2′    |
| Quinte          | 1 ⁄3′ |
| Sifflöte        | 1′    |
| Sesquialtera II | 2 ⁄3′ |
| Scharff IV      | 1′    |
| Fagott          | 16′   |
| Dulcian         | 8′    |

| III Schwellwerk C–g3  |        |
| Lieblich Gedackt      | 16′    |
| Salicional            | 8′     |
| Hohlflöte             | 8′     |
| Gedackt               | 8′     |
| Unda maris            | 8′     |
| Fugara                | 4′     |
| Traversflöte          | 4′     |
| Quintflöte            | 2 ⁄3′  |
| Flöte                 | 2′     |
| Terzflöte             | 1 3⁄5′ |
| Harmonia aetheria III | 2′     |
| Oboe                  | 8′     |

| Pedal C–f1    |         |
| Violon        | 16′     |
| Subbaß        | 16′     |
| Quinte        | 10 2⁄3′ |
| Principal     | 8′      |
| Violon        | 7′      |
| Quinte        | 5 1⁄3′  |
| Octave        | 4′      |
| Hintersatz IV | 2 ⁄3′   |
| Posaune       | 16′     |
| Trompete      | 8′      |
| Trompete      | 4′      |

- Koppeln: I/II, I/III, II/III, P/I, P/II, P/III.